# June Kenney
June Claire Kenney, manchmal auch June Kenny geschrieben, (* 6. Juli 1933 in Boston, Massachusetts; † 25. Juni 2021 in Pahrump, Nevada) war eine US-amerikanische Schauspielerin. Bekanntheit erlangte sie durch ihre Rollen in B-Movies der späten 1950er und frühen 1960er Jahre.

## Leben
June Kenney wurde 1933 in Boston geboren und wuchs in Malden auf. Ihr Vater war irischer, ihre Mutter kanadisch-französischer Herkunft. Bereits als Kind wurde Kenney von einem Talentagenten entdeckt und bei Warner Brothers unter Vertrag genommen. Trotz mehrerer Auftritte in Radioshows ergab sich jedoch keine Karriere als Kinderdarsteller. 1949 zog Kenneys Familie ins kalifornische Gardena und wenig später nach West Hollywood.
Als Jugendliche nahm June Kenney Schauspiel- und Tanzunterricht. Abends arbeitete sie als Aushilfe im Grauman’s Chinese Theatre und wurde dort von Walter Kohner entdeckt, durch den sie einen Vertrag bei seinem Bruder Paul Kohner erhielt. Ihre ersten Fernsehauftritte absolvierte Kenney 1952. Noch im selben Jahr erhielt Kenney ihre erste Filmrolle als Statistin in Hat jemand meine Braut gesehen?. Ihre erste größere Rolle erhielt sie 1954 im Kurzfilm City Story.
Nach weiteren Fernsehrollen gelang June Kenney 1957 der Durchbruch in der Hauptrolle als Barbara Bonney im Film noir Teenage Doll. Es folgten weitere Hauptrollen in Film noirs und Exploitationfilmen wie Aufruhr im Mädchenwohnheim und Die letzte Mahnung war aus Blei. 1958 war Kenney zudem in den Horrorfilmen Attack of the Puppet People und Die Rache der schwarzen Spinne zu sehen, in denen sie ebenfalls Hauptrollen übernahm. Die meisten von June Kenneys Filmen waren sogenannte B-Movies.
Ende der 1950er Jahre ließen Kenneys Rollenangebote langsam nach. Zu ihren späteren Filmauftritten zählen der Horrorthriller Bloodlust! von 1959 sowie eine nicht im Abspann genannte Nebenrolle in der von Jerry Lewis produzierten Komödie Zu heiß gebadet. Zudem trat sie als Gastdarstellerin in Fernsehserien wie Bonanza auf. 1961 beendete June Kenney ihre Filmkarriere, im Jahr darauf folgte auch ihr Ende als Fernsehschauspielerin.
Nach ihrer Filmkarriere arbeitete Kenney beim Radiosender KLAC in Los Angeles. Sie war von 1970 bis zu dessen Tod im Jahr 1998 mit Lee Sebastian verheiratet, mit dem sie eine Pferdezucht in der Nähe von Las Vegas betrieb. Kenney wohnte zuletzt in Pahrump im Bundesstaat Nevada und gab gelegentlich Interviews über ihre Filmkarriere. So war sie 2017 in einer Folge der Dokumentarreihe 20/20 der American Broadcasting Company zu sehen.
June Kenney starb Am 25. Juni 2021 im Alter von 87 Jahren in ihrem Wohnort Pahrump.
June Kenney hatte keine feste deutsche Synchronstimme. In ihrer wohl bekanntesten Rolle in Die Rache der schwarzen Spinne wurde sie von Helga Trümper gesprochen.

## Filmografie (Auswahl)
- 1952: Hat jemand meine Braut gesehen? (Has Anybody Seen My Gal?)
- 1954: City Story (Kurzfilm)
- 1957: Teenage Doll
- 1957: Aufruhr im Mädchenwohnheim (Sorority Girl)
- 1957: The Saga of the Viking Women and Their Voyage to the Waters of the Great Sea Serpent
- 1958: Attack of the Puppet People
- 1958: Die Rache der schwarzen Spinne (Earth vs. the Spider)
- 1958: Die letzte Mahnung war aus Blei (Hot Car Girl)
- 1961: Bonanza (Fernsehserie, eine Folge)
- 1961: Zu heiß gebadet (The Ladies Man)
- 1961: Bloodlust!
- 1961: The Cat Burglar